# Jean-Michel Darrois
Jean-Michel Darrois, né le 4 juillet 1947 dans le 16e arrondissement de Paris, est un avocat d'affaires français.

## Biographie
Jean-Michel Darrois a étudié au lycée Janson-de-Sailly, à l'Institut d'études politiques de Paris (promotion 1970), ainsi qu'à l'université Panthéon-Sorbonne, où il obtient un DES de droit public.
Jean-Michel Darrois est marié à Bettina Rheims.
Considéré comme un des avocats les plus connus de France, il est aujourd'hui à la tête du cabinet Darrois Villey Maillot Brochier, l'un des cabinets les plus réputés de la place parisienne. 
En 1999, il assure la défense du Premier ministre Laurent Fabius dans l'affaire du sang contaminé et obtient un non-lieu. 
Lors de la campagne pour l'élection présidentielle de 2017, il participe à un meeting de soutien au candidat En marche ! Emmanuel Macron, le 17 avril à Bercy.

## Distinctions
- Grand officier de la Légion d'honneur du 29 décembre 2023 [6] (commandeur du 13 juillet 2010, officier du 4 juillet 2005)